# قهرمانی ملت‌های آفریقا ۲۰۲۰
قهرمانی ملت‌های آفریقا ۲۰۲۰، ششمین دوره مسابقات قهرمانی ملت‌های آفریقا بود، یک مسابقات دوسالانه فوتبال که توسط کنفدراسیون فوتبال آفریقا (CAF) برگزار می‌شود و منحصراً بازیکنانی را شامل می‌شود. مسابقات ملی مربوطه در ابتدا از ۱۶ ژانویه تا فوریه ۲۰۲۱ به میزبانی کامرون بود.
قبلاً اتیوپی به عنوان میزبان این مسابقات اعلام شد، اما فدراسیون فوتبال اتیوپی اعتراف کرد که آماده برگزاری این مسابقه نیست، و به جای آن، حق میزبانی به کامرون اهدا شد. مسابقات نهایی ابتدا قرار بود در ژانویه و فوریه برگزار شود، اما به ۴–۲۵ آوریل منتقل شد، قبل از اینکه دوباره به تعویق بیفتد.
بر خلاف جام ملت‌های آفریقا، تیم‌های ملی رقیب باید از بازیکنانی تشکیل شوند که در لیگ داخلی خود بازی می‌کنند. به عنوان مثال، یک بازیکن کامرونی فقط در صورتی که برای یک باشگاه کامرونی بازی کند، مجاز به بازی در تیم ملی کامرون است.
مراکش مدافع عنوان قهرمانی بود.